# الاتحاد الرياضي بسليانة
الاتحاد الرياضي بسليانة هو فريق كرة قدم تونسي من مدينة سليانة نشط في موسم 2011-2012 في الرابطة التونسية الثالثة لكرة القدم بمجموعة الشمال.

## التاريخ
تأسس النادي في عام 1955 تحت اسم النجم الرياضي aounienne (النجم الرياضي العوني) بالرجوع إلى قبيلة أولاد عون أن بالسكان المنطقة وتحمل اسمهم من زمن الحماية الفرنسية (caïdat أولاد عون). بعد عدة سنوات من عدم الكشف عن هويته في الانقسامات 3 و 4، أصبح النادي المعروف في عام 1971 بمناسبة مشاركته في كأس تونس. تحت تأثير الشاب، مختار حسني، يصل إلى دور 16. يتم إجراء التدريب الذي يحقق هذا الإنجاز إبراهيم القاسمي - khmiri عبد القادر عبد الحميد حسونة، حسين الجلاصي، عبد الجليل الجلاصي إسماعيل Guermazi حمادي Mediouni علي Hajerzi محمد مصطفى بن عبد المجيد وLahmadi.
في العام التالي، اعتمد النادي اسمه الحالي، وعلى الرغم من رحيل Hasnl، أصبح الطموح والوصول للمرة الأولى في الشعبة الثانية في عام 1975. وعلى الرغم من أنه لا تثبيته لفترة طويلة، يصبح العادية الانضمام والأماكن الأولى، تحت إشراف مدربه عبد المجيد لحمادي، الحاضر لمدة 18 مواسم. وطلبت العديد من لاعبيه من قبل الأندية الكبيرة، مثل محمد الطاهر Ferjaoui (AS مرسى)، يوسف تواتي (الترجي الرياضي التونسي والنادي الرياضي hilalien)، كامل Samti (الترجي الرياضي التونسي)، الخ.

## الإدارة

### الرؤساء
- 1956-1960: عميرة الطنوبي
- 1977-1978: عبد الحفيظ الورفيلي
- 1988-1992: الفرجاني الجندوبي
- 1992-1994: عزام بن عطية
- 1994-1999: عبد الستار الورفيلي
- 2000-2002: الفرجاني الجندوبي
- 2004-2005: طاهر حسني
- 2005-2007: عمر أورفيلي
- 2007-2009: عبد الرزاق حسني
- 2009-2010: عبد الستار ورفيلي
- 2011-2012: عادل الجلاصي
- 2013-2014: منصف أورفيلي
- 2014-2017: عمر أورفيلي
- 2017-201 ..: رياض الزريبي

### المدربين
- 1970-1972: عبد الحميد حسونة
- 1972-1974: حمادي بن مصطفى
- 1974-1976: خالد غربي
- 1977-1978: طاهر بلامين وخالد غربي
- 1978-1979: خالد غربي
- 1979-1980: عمار بلقاسم
- 1980-1981: محمد التركاني
- 1982-1983: عمار بن جنط ثم خالد غربي
- 1984-1986: عبد القادر الخميري
- 1986-1987: عبد القادر خميري ثم خميس العبيدي
- 1987-1988: تودوروف [من؟]
- 1988-1989: عابد مشالة وفريد لعروسي
- 1989-1990: خميس العبيدي
- 1990-1991: نجم الدين أومايا ، صلاح جواديش
- 1991-1992: علي الكعبي ، لطفي سبتي ، طاهر العياري وعبد المجيد لحمادي
- 1992-1993: محمود ورطاني
- 1993-1994: عبد المجيد لحمادي ثم سليم زليتني
- 1994-1995: صلاح حراثي ثم عبد المجيد لحمادي
- 1995-1998: عبد المجيد لحمادي
- 1998-1999: صلاح جواديش ثم عبد القادر الخميري
- 1999-2001: عبد المجيد لحمادي
- 2001-2002: عبد الوهاب خراف ، نور الدين العياري وعبد المجيد لحمادي
- 2003-2004: عابد مشعل ورضا بوراوي وعبد القادر خميري ومنجي تواكابري
- 2004-2005: عبد القادر الخميري
- 2005-2008: عبد المجيد لحمادي
- 2008-2011: عبد المجيد لحمادي ، الهادي بازي ، عبد القادر الخميري ونور الدين النبلي
- 2011-2012: إبراهيم تيتوحي ثم إلياس الزريبي
- 2012-2013: عبد القادر خميري ثم عامر دربل
- 2013-2014: فتحي بن غانم ، حسام تومي ثم سليم لبريج
- 2014-2015: محمد سهلي ثم عبد المجيد لحمادي
- 2015-2016: عبد المجيد لحمادي ، محمد الجلاصي ، عثمان الشهيبي وماهر جويزاني
- 2016-2017: عفوان غربي ، رفيق الرويسي ، محمد تمري ثم ماهر قيزاني

## وصلات خارجية
- الموقع الرسمي للجامعة التونسية لكرة القدم